# JSTOR
JSTOR (contraction de Journal Storage) est un système d'archivage en ligne de publications universitaires et scientifiques et une bibliothèque numérique payante. Fondé en 1995, JSTOR est une société américaine à but non lucratif basée à New York.

## Histoire
JSTOR a été lancé comme projet de recherche sur la numérisation des publications académiques en 1994 à l'Université du Michigan en 1994, à l'aide d'une bourse octroyée par William G. Bowen, président de la fondation philanthropique Andrew W. Mellon et ancien président de l'Université de Princeton de 1972 à 1988. Le projet s'inscrit dans une entreprise plus large de développement de l'environnement numérique des bibliothèques, répondant à la pression sur les universités d'offrir plus de services à de moindres coûts.
JSTOR était présenté notamment comme réponse à la multiplication des revues scientifiques depuis 1980. Cette prolifération posait généralement deux problèmes: d'une part, les coûts d'entreposage augmentent à mesure que le nombre de périodiques augmente et qu'il manque de critères pour déterminer quels sont les ouvrages à conserver. D'autre part, ces différents journaux offrent leurs propres services d'abonnements, ce qui rend complexe la répartition des investissements de la part des universités. Au premier problème, JSTOR présente la numérisation comme solution et, pour le second, la centralisation, l'organisation effectuant ses propres négociations avec les maisons d'éditions.
En 1995, la plateforme JSTOR est lancée en tant qu'organisme indépendant, autosuffisant et sans but lucratif. Elle comprend alors 10 journaux d'économie et d'histoire: American Economic Review, Econometrica, Journal of Political Economy, Quarterly Journal of Economics, American Historical Review, Journal of American History,  Journal of Modern History, Speculum et William and Mary Quarterly. Elle est également disponible pour les réseaux de bibliothèques de l'Université du Michigan, de l'Université Denison et des collèges Bryn Mawr, Haverford, Swarthmore et Williams. Au cours du printemps 1996, dix autres bibliothèques se joindront au projet.
Kevin M. Gunthrie, président fondateur de JSTOR en 1995 et d'Ithaka Harbors en 2004, publie en mars 2000 un article établissant des constats au sujet de la pertinence de JSTOR et de la numérisation, soutenus par des données d'utilisation. Ses conclusions dégagent cinq hypothèses qui semblent se discerner des quelques années d'existence de la bibliothèque digitale:
1. L'accessibilité numérique semble accroître l'utilisation de ressources jugées plus vieilles.
2. L'aspect interdisciplinaire semble valorisé par les chercheurs et étudiants.
3. Les données relatives aux citations ne permettent pas à elles seules de prédire leur utilisation numérique. Elles ne devraient pas être employées pour prendre des décisions portant sur la numérisation de contenu rétrospectif.
4. La littérature moins récente semble demeurer pertinente dans plusieurs domaines de recherche.
5. Il convient de prendre soin de définir clairement ce que signifie "avoir de la valeur" dans le contexte de la recherche documentaire. Ainsi, ce ne sont pas forcément les articles qui font progresser une discipline qui sont les plus utilisés, mais d'autres, plus "populaires". La "valeur" requiert d'être clairement définie par les services de bibliothèques qui devront, de plus en plus, prendre de décisions quant à l'acquisition et à l'élagage de contenus numériques.

Gunthrie relève également qu'entre les années 1997 et 1999, l'utilisation de JSTOR augmente de 750%. Un autre article, rédigé par John Taylor de la Royal Society, note que la bibliothèque numérique se démarque des autres par la qualité et l'intégrité de sa base de données, qui permet non seulement d'effectuer des recherches à partir des titres, des auteurs ou de mots-clefs, mais également à partir du contenu des textes eux-mêmes, grâce à un programme de reconnaissance optique de caractères.
En 2009, Ithaka Harbors, une compagnie fondée elle aussi grâce à des bourses de la fondation Mellon sous la direction de William G. Bowen, fusionne avec JSTOR, devenant ainsi sa société mère. Il s'agit d'une réunion de deux organisations qui collaboraient déjà depuis plusieurs années.
En 2011, JSTOR annonce que, par le biais de son initiative "Early Journal Content", le contenu appartenant au domaine public sera rendu disponible en accès libre. Les publications rendues ainsi accessibles sont celles publiées avant 1923 aux États-Unis et avant 1870 ailleurs dans le monde. Contrairement au reste du contenu de la plateforme, il n'est pas requis d'être inscrit personnellement sur le site ou d'être affilié à une institution partenaire pour naviguer les entrées du Early Journal Content. Environ 6% du corpus total de JSTOR est touché par cette mesure au moment de cette annonce.

## Contenu
En septembre 2006, l'archive contient 641 revues, pour 150 000 numéros et 1,6 million d'articles complets. En février 2011, JSTOR contient les archives de 1 371 revues scientifiques, soit environ 325 000 numéros et 3,4 millions d'articles complets. L'archive la plus ancienne, Philosophical Transactions of the Royal Society, remonte à 1665.
JSTOR a étendu son offre aux ouvrages en 2012. Sont distingués les ouvrages protégés par DRM (single user books) et les ouvrages libres de DRM (multiple user books).

## Accès
JSTOR est accessible aux établissements ayant souscrit un abonnement. La plateforme propose des abonnements thématiques délimitant différentes approches transdisciplinaires.
La disponibilité des revues est déterminée par une barrière mobile (moving wall) qui est le délai entre le dernier numéro paru de la revue et le dernier numéro de la revue consultable sur JSTOR. Sur d'autres plateformes, la barrière sépare le corpus accessible aux seuls abonnés du corpus accessible à tous sans paiement. Elle sépare des contenus récents qui ne sont pas accessibles sur JSTOR du corpus numérisé par JSTOR qui devient accessible à ses abonnés.
Le délai est déterminé dans un accord entre JSTOR et l'éditeur de la revue et se situe généralement entre trois et cinq ans. Un éditeur peut également demander une modification de la barrière ou encore qu'elle soit transformée en barrière fixe (fixed wall). Dans ce dernier cas, l'éditeur fixe une date à partir de laquelle il ne souhaite plus que les nouveaux numéros de la revue qu'il publie soient intégrés aux bases JSTOR. Le passage à la barrière fixe a généralement lieu lorsqu'un éditeur décide d'assurer la publication en ligne.

### Diffusion de contenu de JSTOR hors du site
En juillet 2011, Aaron Swartz est inculpé pour avoir téléchargé et mis à disposition gratuitement un grand nombre d'articles puisés dans JSTOR. Il se suicide le 11 janvier 2013, à la suite des nombreuses poursuites destinées à faire de lui un exemple.